# Under Pressure
"Under Pressure" là một bài hát của ban nhạc rock Queen của Anh và ca sĩ David Bowie. Ban đầu được phát hành dưới dạng đĩa đơn vào tháng 10 năm 1981, sau đó bài hát này đã được đưa vào album Hot Space năm 1982 của Queen. Bài hát đạt vị trí số một trên Bảng xếp hạng đĩa đơn của Anh, trở thành hit số một của Nữ hoàng tại quê nhà của họ (sau "Bohemian Rhapsody" năm 1975, đứng đầu bảng xếp hạng trong chín tuần) và thứ ba của Bowie (sau bản phát hành " Space Oddity" năm 1975 và "Ashes to Ashes" năm 1980). Bài hát được xếp hạng trong top 10 tại hơn mười quốc gia trên thế giới và đạt vị trí thứ 29 trên bảng xếp hạng Billboard Hot 100 của Hoa Kỳ vào tháng 1 năm 1982.
Bài hát đã được mô tả là một "bản nhạc rock quái vật nổi bật" trong album Hot Space, cũng như "một bài hát pop cực kỳ mạnh mẽ và sâu sắc". Nó được liệt kê ở vị trí thứ 31 trên VH1 '100 bài hát hay nhất của s' 80s, và biểu quyết sự hợp tác tốt nhất thứ hai mọi thời đại trong một cuộc thăm dò của tạp chí Rolling Stone trên tạp chí. Nó được phát trực tiếp tại mọi buổi hòa nhạc của Queen từ năm 1981 cho đến khi kết thúc sự nghiệp lưu diễn của ban nhạc vào năm 1986. Các bản thu trực tiếp xuất hiện trong các album trực tiếp của Queen Rock Montreal và Live at Wembley '86. Bài hát được đưa vào một số phiên bản của các phần tổng hợp Greatest Hits đầu tiên của Queen, như bản phát hành Elektra năm 1981 gốc ở Mỹ. Nó được bao gồm trong các album tổng hợp của ban nhạc Greatest Hits II, Classic Queen và Absolute Greatest cũng như các phần tổng hợp của Bowie như Best of Bowie (2002), The Platinum Collection (2005), Nothing Has Changed (2014), Legacy (2016) và Re: Call 3 (2017).